# 嫁威谷
嫁威谷（よめおどしだに）は、越前国吉崎御坊（現在の福井県あわら市吉崎）近くの嫁威谷（同あわら市嫁威）に伝わる伝説である。「肉付きの面」としても知られている。研究者の膽吹覚によれば、5編の物語が伝承している。『蓮如上人御一代記聞書』に伝わる奇跡を脚色したもので、江戸時代には戯曲として脚色され演じられた。

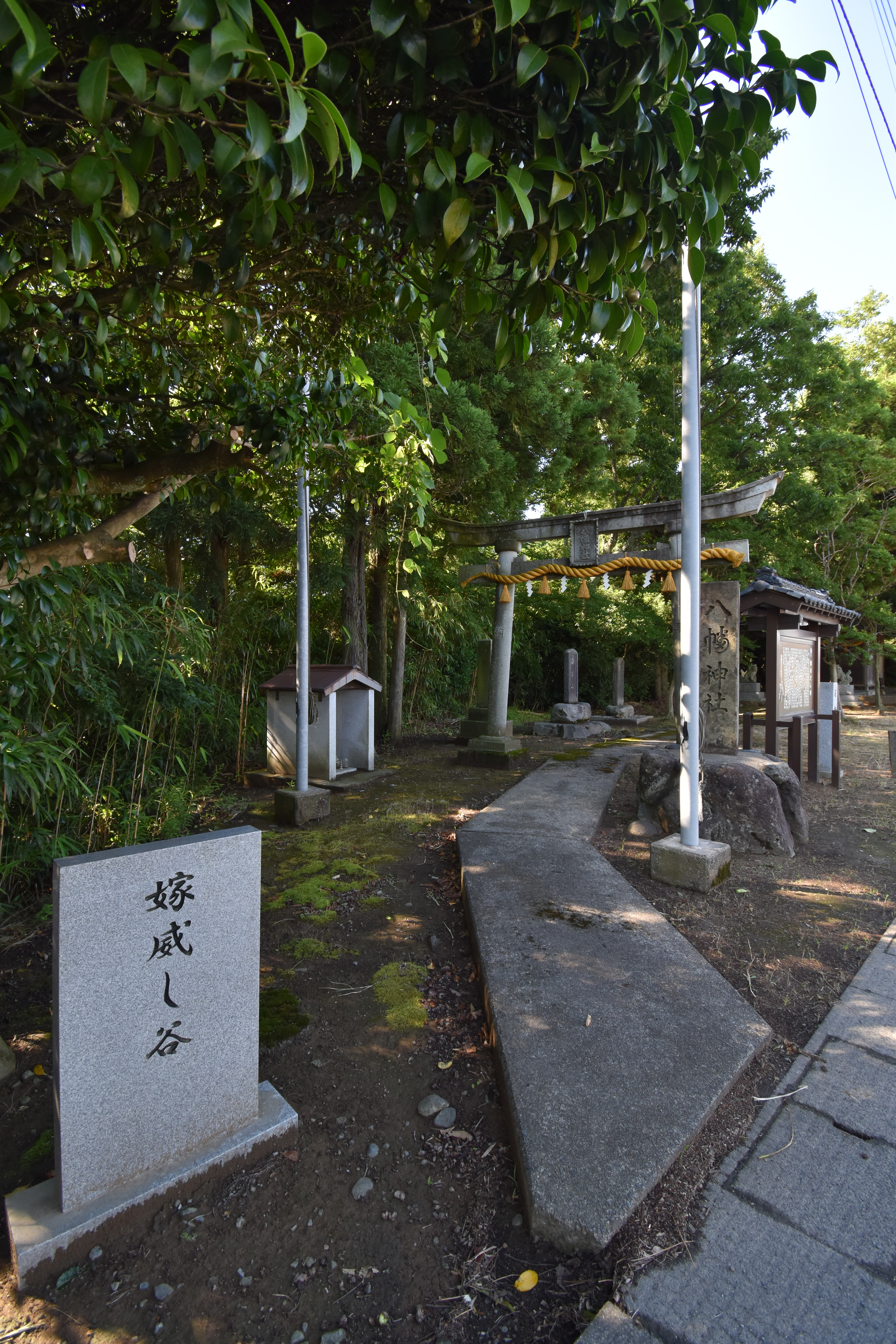
嫁威谷

## あらすじ
文明3年（1471年）、蓮如が北国筋の勧化のために、越前国吉崎道場（吉崎観音とも）において、朝夕に化導したとき、加賀国、能登国、越中国、越後国、信濃国、出羽国、奥羽の信者が説教を聴聞するために群衆した。その中で、越前国二袴の百姓である与惣治夫婦は、ひとえに蓮如上人の高徳を慕い、教化によって即得往生の果を得ようと、暇を見ては吉崎に通った。これを見て、与惣治の母は、無信心や邪見の心から、明け暮れの後世願いに通い詰めることは家業の妨げであるとして、吉崎通いを止めさせようと考えた。
文明4年（1472年）2月20日の夜、与惣治は外出し、嫁ひとりが参聴した帰途、今日こそ時節到来と、母は、ひそかに氏神奉納の面を盗みだし、白いかたびらをまとい、鬼神をまねて脅そうと、竹薮に身を潜ませて待った。そんなことはつゆ知らず、嫁が称名しながら来かかったところに、鬼形の母は現れて呼び止め、「お前は母の意に逆らい、吉崎参りしたが、その不孝の罪からは逃れられない。自分は白山権現の使いだが、今日より母の言葉に従い、改心しなければ許さないぞ」と脅した。しかし、母が薮の中から出ようとした時、服がいばらに引っかかり離れず、嫁は怯えて顧みもせずに逃げ帰った。
事の不首尾に怒った母は、日頃企んだことの失敗を残念がりつつ、被った面を取ろうとしたが、顔に張り付きどうやっても取れない。嫁は我が家に逃げ帰り、帰宅した夫に事の次第を語り、また母の不在を心配して訪ねに出て鬼形の母に会った。
母は我が子に呼びかけ、企んだ恥を泣き叫んだ。与惣治は「懺悔はその罪を滅すと聞いている。この上は吉崎御坊に上人をたずね、御化導にあいなされ」と勧めた。母は御坊を訪ね、上人の前にひざまづいて教化を受け、また先非を悔いて懺悔した。すると肉まで付着したと思われた鬼女の面は、たちまち落ち離れたという。
その時の面と言い伝えられているものが、西念寺に伝わっている。

## 戯曲
この伝説は1726年（享保11年）に操浄瑠璃『北条時頼記』にエピソードとして取り込まれた。また1799年（寛政11年）には辰岡萬作によって歌舞伎に脚色され、『雪国嫁威谷』と題して大阪で上演されている。
市川斎入右団治の上方狂言では、般若の面を被った母親が鎌で嫁を殺してしまい、面が張り付いたのち自害、後生を蓮如上人が弔ったという内容に脚色された。